# Edward Braddock

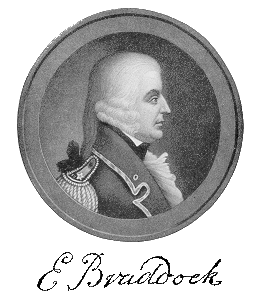
General Edward Braddock.

Edward Braddock, född i januari 1695, död 13 juli 1755, var en brittisk militär; militärbefälhavare i Nordamerika 1754-1755.
Braddock tjänade 1746–1748 under prinsen av Oranien i Holland. Han blev 1754 som generalmajor befälhavare i det pågående odeklarerade kriget mot Frankrike, och företog en expedition mot den viktiga franska fästningen Fort Duquesne i Ohios övre dal, men överfölls av indianer och fransmän och sårades dödligt. Han trupper led den 9 juli 1755 ett svårt nederlag i slaget vid Monongahela.